# Babotok
Babotok är en ort i Kroatien.   Den ligger i länet Bjelovar-Bilogoras län, i den nordöstra delen av landet, 70 km öster om huvudstaden Zagreb. Babotok ligger 214 meter över havet och antalet invånare är 124.
Terrängen runt Babotok är platt. Runt Babotok är det ganska tätbefolkat, med 90 invånare per kvadratkilometer. Närmaste större samhälle är Bjelovar, 13,4 km söder om Babotok. Omgivningarna runt Babotok är en mosaik av jordbruksmark och naturlig växtlighet.